# Danh sách đĩa nhạc của Kelly Clarkson
Ca sĩ người Hoa Kỳ Kelly Clarkson đã phát hành 7 album phòng thu, 4 đĩa mở rộng, một album tuyển tập, một album phối lại, hai album video, 34 đĩa đơn (gồm ba đĩa đơn trong vai trò nghệ sĩ khách mời), và 34 video âm nhạc. Vào năm 2002, cô giành chiến thắng mùa đầu tiên trong cuộc thi truyền hình American Idol và đã được ký một hợp đồng thu âm trị giá 1 triệu dollar Mỹ với hãng đĩa RCA Records. Cô mở đầu trên các bảng xếp hạng âm nhạc vào tháng 9 năm 2002 với đĩa đơn hai mặt A "Before Your Love" / "A Moment Like This", đứng đầu bảng xếp hạng Billboard Hot 100 tại Hoa Kỳ cùng kỉ lục bước nhảy lên đầu bảng lớn nhất. Album đầu tay của cô, Thankful, được phát hành tháng 4 năm 2003, mở đầu tại vị trí đầu bảng của BXH Billboard 200 của Hoa Kỳ và đạt 4 chứng nhận doanh số trên toàn cầu, bao gồm cả chứng nhận 2× Bạch kim trao bởi Hiệp hội Công nghiệp ghi âm Hoa Kỳ (RIAA). Đĩa đơn mở đường của album, "Miss Independent", lọt vào BXH của 9 nước, đạt vị trí #9 trên Billboard Hot 100. Các single tiếp theo của album gồm "Low" và "The Trouble with Love Is". Năm 2004, Clarkson phát hành album thứ hai, Breakaway, là sự kết hợp của pop và rock. Breakaway mở đầu tại vị trí thứ 3 trên Billboard 200 và là album thành công nhất của cô cho đến nay, đạt chứng nhận 6× Bạch kim tại Hoa Kỳ và bán được 15 triệu bản toàn cầu. 4 đĩa đơn đầu của album, "Breakaway", "Since U Been Gone", "Behind These Hazel Eyes", và "Because of You" đã trở thành những bản hit lớn toàn cầu, lọt top 10 tại nhiều quốc gia, và hầu hết đạt hạng nhất của Hà Lan và Thụy Sĩ. Đĩa đơn cuối của album, "Walk Away", đạt top 20 ở nhiều quốc gia.
Album thứ ba của Clarkson, My December, với chất rock nhiều hơn album trước, được phát hành tháng 6 năm 2007. Sự phát hành của album trở thành một vấn đề gây tranh cãi giữa chủ hãng đĩa và Chủ tịch sau này của RCA Music Group Clive Davis, người muốn Clarkson cần phải tạo ra những thay đổi thiết thực và tìm chất liệu mới cho album. My December được chứng nhận Bạch kim bởi RIAA một thời gian sau đó, nhưng thất bại trong việc nối tiếp thành công của album trước cùng chủ đề và chất nhạc không mang tính thị trường khiến album trở thành album có doanh số thấp nhất trong các album của cô tại Hoa Kỳ cho đến nay. Đĩa đơn mở đầu cho album, "Never Again", trở thành hit top 10 ở 4 quốc gia, gồm cả Hoa Kỳ. Ba đĩa đơn tiếp theo của album, "Sober", "One Minute", và "Don't Waste Your Time", đã được phát hành sau đó.
Vào tháng 3 năm 2009, Clarkson phát hành album thứ tư của cô, All I Ever Wanted, với chất nhạc mang âm hưởng pop nhiều hơn. Album mở đầu tại vị trí quán quân trên Billboard 200 và trở thành một sản phẩm thành công về mặt thương mại. Đĩa đơn mở đường cho album "My Life Would Suck Without You", trở thành một bản hit toàn cầu; bài hát đứng đầu Billboard Hot 100 và phá vỡ kỷ lục của "Womanizer" (Britney Spears) cho bước nhảy lên ngôi đầu bảng lớn nhất và đồng thời đứng đầu cảng BXH của Anh, Canada và Hungary. Bốn đĩa đơn tiếp theo, "I Do Not Hook Up", "Already Gone", "All I Ever Wanted" và "Cry", được phát hành sau đó, với hai đĩa đơn "I Do Not Hook Up" và "Already Gone" đạt top 20 của nhiều quốc gia. Tháng 10 năm 2011, Clarkson phát hành album thứ 5, Stronger. Hai đĩa đơn đầu tiên của album, "Mr. Know It All" và "Stronger (What Doesn't Kill You)", trở thành những hit lớn, khi đạt hạng quán quân tại Úc và Hàn Quốc và sau đó ít lâu là Hoa Kỳ, Ba Lan Slovakia. "Stronger (What Doesn't Kill You)" cũng là đĩa đơn thành công nhất trong sự nghiệp của cô với 5 triệu bản tiêu thụ toàn cầu. Đĩa đơn cuối cùng, "Dark Side", được phát hành và đạt thành công ở mức trung bình. Stronger đã được chứng nhận Bạch kim từ RIAA.
Clarkson phát hành album tuyển tập đầu tiên, Greatest Hits – Chapter One, vào tháng 11 năm 2012. Ba bài hát được thu âm cho album: "Catch My Breath", "Don't Rush" và "People Like Us"; và cả ba đều được phát hành dưới dạng đĩa đơn. Greatest Hits – Chapter One đã được chứng nhận Vàng của RIAA và được tiếp nối bởi album phòng thu thứ sáu, đồng thời là một album Giáng sinh, Wrapped in Red, vào tháng 10 năm 2013. Album được hỗ trợ bởi hai đĩa đơn "Underneath the Tree" và "Wrapped in Red". Album đã đạt chứng nhận Bạch kim từ RIAA. Album phòng thu thứ 7 của Clarkson, Piece by Piece, được phát hành năm 2015, với các đĩa đơn "Heartbeat Song", "Invincible" và "Piece by Piece".
Tính đến nay, cô đã bán được 25 triệu bản album và 36 triệu bản đĩa đơn trên toàn cầu, giúp cô trở thành American Idol thành công nhất cho đến nay.

## Album

### Album phòng thu
| Tên                                                                                    | Chi tiết | Vị trí cao nhất trên các BXH | Vị trí cao nhất trên các BXH | Vị trí cao nhất trên các BXH | Vị trí cao nhất trên các BXH | Vị trí cao nhất trên các BXH | Vị trí cao nhất trên các BXH | Vị trí cao nhất trên các BXH | Vị trí cao nhất trên các BXH | Vị trí cao nhất trên các BXH | Vị trí cao nhất trên các BXH | Chứng nhận | Doanh số                         |
| Tên                                                                                    | Chi tiết | Mỹ                           | Úc                           | Áo                           | Canada                       | Đức                          | Ireland                      | Hà Lan                       | New Zealand                  | Thụy Sĩ                      | Anh                          | Chứng nhận | Doanh số                         |
| -------------------------------------------------------------------------------------- | --- | ---------------------------- | ---------------------------- | ---------------------------- | ---------------------------- | ---------------------------- | ---------------------------- | ---------------------------- | ---------------------------- | ---------------------------- | ---------------------------- | --- | -------------------------------- |
| Thankful                                                                               | - Phát hành: 15 tháng 4 năm 2003 - Nhãn: RCA, 19, S (#07884-20083-5) - Định dạng: Cassette, CD, kỹ thuật số          | 1                            | 33                           | —                            | 5                            | —                            | 46                           | 83                           | —                            | —                            | 41                           | - Mỹ: 2× Bạch kim - Úc: Vàng - Anh: Vàng - Canada: Bạch kim | - Mỹ: 2,776,000 - Anh: 148,461   |
| Breakaway                                                                              | - Phát hành: 30 tháng 11 năm 2004 - Nhãn: RCA, 19, S (#82876-64491-2) - Định dạng: Cassette, CD, CD+DVD, kỹ thuật số | 3                            | 2                            | 3                            | 6                            | 4                            | 1                            | 1                            | 5                            | 2                            | 3                            | - Mỹ: 6× Bạch kim - Úc: 7× Bạch kim - Anh: 5× Bạch kim - Đức: 3× Vàng - Áo: Vàng - Thụy Sĩ: Bạch kim - Ireland: 7× Bạch kim - Canada: 5× Bạch kim - Hà Lan: Bạch kim - New Zealand: 3× Bạch kim | - Mỹ: 6,307,000 - Anh: 1,590,000 |
| My December                                                                            | - Phát hành: 22 tháng 6 năm 2007 - Nhãn: RCA, 19, S (#88697-06900-2) - Định dạng: Cassette, CD, kỹ thuật số          | 2                            | 4                            | 8                            | 2                            | 5                            | 2                            | 7                            | 8                            | 5                            | 2                            | - Mỹ: Bạch kim - Úc: Vàng - Anh: Vàng - Ireland: Vàng - Canada: Bạch kim | - Mỹ: 848,000 - Anh: 147,862     |
| All I Ever Wanted                                                                      | - Phát hành: 6 tháng 3 năm 2009 - Nhãn: RCA, 19, S (#88697-32715-2) - Định dạng: CD, CD+DVD, kỹ thuật số             | 1                            | 2                            | 4                            | 2                            | 4                            | 4                            | 6                            | 6                            | 7                            | 3                            | - Úc: Bạch kim - Anh: Vàng - Ireland: Vàng - Canada: Bạch kim | - Mỹ: 974,000 - Anh: 200,000     |
| Stronger                                                                               | - Phát hành: 21 tháng 10 năm 2011 - Nhãn: RCA, 19 (#88697-56801-2) - Định dạng: CD, kỹ thuật số                      | 2                            | 3                            | 20                           | 4                            | 14                           | 8                            | 16                           | 6                            | 12                           | 5                            | - Mỹ: Bạch kim - Úc: Bạch kim - Anh: Vàng - Canada: Bạch kim - New Zealand: Vàng | - Mỹ: 1,106,000 - Anh: 250,000   |
| Wrapped in Red                                                                         | - Phát hành: 25 tháng 10 năm 2013 - Nhãn: RCA - Định dạng: CD, LP, CD+DVD, kỹ thuật số                               | 3                            | 29                           | —                            | 5                            | —                            | 64                           | —                            | —                            | 97                           | 65                           | - Mỹ: Bạch kim - Canada: Bạch kim | - Mỹ: 785,000 - Anh: 4,981       |
| Piece by Piece                                                                         | - Phát hành: 27 tháng 2 năm 2015 - Nhãn: RCA, 19 (#88875-07086-2) - Định dạng: CD, LP, box set, kỹ thuật số          | 1                            | 5                            | 27                           | 4                            | 30                           | 8                            | 18                           | 12                           | 29                           | 6                            | - Mỹ: Vàng | - Mỹ: 153,000 - Anh: 21,606      |
| Meaning of Life                                                                        | - Phát hành: 27 tháng 10 năm 2017 - Nhãn: Atlantic - Định dạng: CD, kỹ thuật số                                      | Chưa phát hành               | Chưa phát hành               | Chưa phát hành               | Chưa phát hành               | Chưa phát hành               | Chưa phát hành               | Chưa phát hành               | Chưa phát hành               | Chưa phát hành               | Chưa phát hành               | Chưa phát hành | Chưa phát hành                   |
| "—" biểu thị sản phẩm không được xếp hạng hoặc không được phát hành trong lãnh thổ đó. | |                              |                              |                              |                              |                              |                              |                              |                              |                              |                              | |                                  |

### Album tuyển tập
| Tên                         | Chi tiết                                                                                                | Vị trí cao nhất trên các BXH | Vị trí cao nhất trên các BXH | Vị trí cao nhất trên các BXH | Vị trí cao nhất trên các BXH | Vị trí cao nhất trên các BXH | Vị trí cao nhất trên các BXH | Vị trí cao nhất trên các BXH | Chứng nhận                        | Doanh số                     |
| Tên                         | Chi tiết                                                                                                | Mỹ                           | Úc                           | Canada                       | Ireland                      | New Zealand                  | Thụy Sĩ                      | Anh                          | Chứng nhận                        | Doanh số                     |
| --------------------------- | --- | ---------------------------- | ---------------------------- | ---------------------------- | ---------------------------- | ---------------------------- | ---------------------------- | ---------------------------- | --------------------------------- | ---------------------------- |
| Greatest Hits – Chapter One | - Phát hành: 16 tháng 11 năm 2012 - Nhãn: RCA, 19 (#88725-49080-2) - Định dạng: CD, CD+DVD, kỹ thuật số | 11                           | 20                           | 15                           | 21                           | 15                           | 92                           | 18                           | - Mỹ: Vàng - Úc: Vàng - Anh: Vàng | - Mỹ: 541,000 - Anh: 187,750 |

### Đĩa mở rộng
| Tên                                                                                    | Chi tiết                                                                                        | Vị trí cao nhất trên BXH | Doanh số     |
| Tên                                                                                    | Chi tiết                                                                                        | Mỹ                       | Doanh số     |
| -------------------------------------------------------------------------------------- | ----------------------------------------------------------------------------------------------- | ------------------------ | ------------ |
| The Smoakstack Sessions                                                                | - Phát hành: 24 tháng 10 năm 2011 - Nhãn: RCA, 19 (#88697-78674-2) - Định dạng: CD              | —                        |              |
| iTunes Session                                                                         | - Phát hành: 23 tháng 12 năm 2011 - Nhãn: RCA, 19 (#88644-332621-7) - Định dạng: kỹ thuật số    | 85                       | - Mỹ: 17,000 |
| The Smoakstack Sessions Vol. 2                                                         | - Phát hành: 19 tháng 11 năm 2012 - Nhãn: RCA, 19 (#88765-41590-2) - Định dạng: CD, kỹ thuật số | —                        |              |
| Kelly Clarkson Live                                                                    | - Phát hành: 9 tháng 12 năm 2016 - Nhãn: Atlantic - Định dạng: Kỹ thuật số                      | —                        |              |
| "—" biểu thị sản phẩm không được xếp hạng hoặc không được phát hành trong lãnh thổ đó. |                                                                                                 |                          |              |

### Album phối lại
| Tên                    | Chi tiết                                                                                   | Vị trí cao nhất trên BXH | Doanh số    |
| Tên                    | Chi tiết                                                                                   | Mỹ                       | Doanh số    |
| ---------------------- | ------------------------------------------------------------------------------------------ | ------------------------ | ----------- |
| Piece by Piece Remixed | - Phát hành: 4 tháng 3 năm 2016 - Nhãn: RCA, 19 (#88644-576646-2) - Định dạng: Kỹ thuật số | —1                       | - Mỹ: 2,000 |

## Đĩa đơn
| "Before Your Love" / "A Moment Like This"                                              | 2002 | 1   | —  | —  | 1  | —  | —  | —   | —  | —  | —2  | - Mỹ: Vàng - Canada: 2× Bạch kim                                                                      | —                                   |
| "Miss Independent"                                                                     | 2003 | 9   | 3  | 39 | —  | 52 | 11 | 9   | —  | 44 | 6   | - Mỹ: Vàng - Úc: Vàng                                                                                 | Thankful                            |
| "Low"                                                                                  | 2003 | 58  | 11 | —  | 2  | —  | —  | —   | —  | —  | 353 | - Úc: Vàng                                                                                            | Thankful                            |
| "The Trouble with Love Is"                                                             | 2003 | —4  | 11 | —  | 25 | 42 | —  | 32  | —  | 62 | 353 | - Úc: Vàng                                                                                            | Thankful                            |
| "Breakaway"                                                                            | 2004 | 6   | 10 | 8  | 12 | 13 | 12 | 9   | 12 | 14 | 22  | - Mỹ: Vàng - Úc: Vàng - Canada: Vàng                                                                  | The Princess Diaries 2 và Breakaway |
| "Since U Been Gone"                                                                    | 2004 | 2   | 3  | 3  | 2  | 6  | 4  | 4   | 11 | 7  | 5   | - Mỹ: Bạch kim - Úc: Bạch kim - Anh: Vàng - Canada: Bạch kim                                          | Breakaway                           |
| "Behind These Hazel Eyes"                                                              | 2005 | 6   | 6  | 9  | 4  | 16 | 4  | 7   | 7  | 20 | 9   | - Mỹ: Bạch kim - Canada: Bạch kim                                                                     | Breakaway                           |
| "Because of You"                                                                       | 2005 | 7   | 4  | 3  | 2  | 4  | 5  | 1   | 19 | 1  | 7   | - Mỹ: Bạch kim - Úc: Vàng - Anh: Vàng - Đức: Vàng - Canada: Vàng                                      | Breakaway                           |
| "Walk Away"                                                                            | 2006 | 12  | 27 | 29 | 7  | 30 | 10 | —   | 19 | 58 | 21  | - Mỹ: Vàng - Canada: Vàng                                                                             | Breakaway                           |
| "Never Again"                                                                          | 2007 | 8   | 5  | 36 | 8  | 19 | 11 | 23  | 20 | 27 | 9   | - Mỹ: Vàng - Úc: Vàng - Canada: Vàng                                                                  | My December                         |
| "Because of You" (with Reba McEntire)                                                  | 2007 | 50  | —  | —  | 36 | —  | —  | —   | —  | —  | —   | | Reba: Duets                         |
| "Sober"                                                                                | 2007 | —6  | —  | —  | —  | —  | —  | —   | —  | —  | —   | | My December                         |
| "One Minute"                                                                           | 2007 | —   | 36 | —  | —  | —  | —  | —   | —  | —  | —   | | My December                         |
| "Don't Waste Your Time"                                                                | 2007 | —   | —  | —  | —  | 93 | —  | —   | —  | —  | —   | | My December                         |
| "My Life Would Suck Without You"                                                       | 2009 | 1   | 5  | 6  | 1  | 6  | 4  | 3   | 11 | 5  | 1   | - Úc: Bạch kim - Anh: Vàng - Canada: 2× Bạch kim - New Zealand: Vàng                                  | All I Ever Wanted                   |
| "I Do Not Hook Up"                                                                     | 2009 | 20  | 9  | 68 | 13 | 55 | 30 | 19  | 31 | —  | 36  | - Úc: Vàng - Canada: Vàng                                                                             | All I Ever Wanted                   |
| "Already Gone"                                                                         | 2009 | 13  | 12 | 37 | 15 | 23 | —  | —7  | 23 | 15 | 66  | - Úc: Vàng - Canada: Vàng                                                                             | All I Ever Wanted                   |
| "All I Ever Wanted"                                                                    | 2010 | 96  | —  | —  | —  | —  | —  | —   | —  | —  | —   | | All I Ever Wanted                   |
| "Cry"                                                                                  | 2010 | —   | —  | —  | —  | —  | —  | —   | —  | —  | —   | | All I Ever Wanted                   |
| "Don't You Wanna Stay" (với Jason Aldean)                                              | 2010 | 31  | —  | —  | 35 | —  | —  | —   | —  | —  | —   | - Mỹ: 2× Bạch kim                                                                                     | My Kinda Party và Stronger          |
| "Mr. Know It All"                                                                      | 2011 | 10  | 1  | 26 | 11 | 18 | 14 | —8  | 8  | 22 | 4   | - Úc: 3× Bạch kim - Anh: Bạc - Canada: Bạch kim - New Zealand: Bạch kim                               | Stronger                            |
| "Stronger (What Doesn't Kill You)"                                                     | 2012 | 1   | 18 | 6  | 3  | 27 | 4  | —9  | 4  | 18 | 8   | - Mỹ: 4× Bạch kim - ÚC: 3× Bạch kim - Anh: Vàng - Áo: Vàng - Canada: Bạch kim - New Zealand: Bạch kim | Stronger                            |
| "Dark Side"                                                                            | 2012 | 42  | 56 | —  | 26 | 82 | 42 | —10 | —  | —  | 40  | | Stronger                            |
| "Catch My Breath"                                                                      | 2012 | 19  | 40 | 67 | 22 | 89 | 88 | —11 | —  | —  | 51  | | Greatest Hits – Chapter One         |
| "Don't Rush" (featuring Vince Gill)                                                    | 2012 | 87  | —  | —  | 53 | —  | —  | —   | —  | —  | —   | | Greatest Hits – Chapter One         |
| "People Like Us"                                                                       | 2013 | 65  | 46 | —  | 28 | —  | —  | —   | 25 | —  | 188 | | Greatest Hits – Chapter One         |
| "Tie It Up"                                                                            | 2013 | —12 | —  | —  | 79 | —  | —  | —   | —  | —  | —   | | —                                   |
| "Underneath the Tree"                                                                  | 2013 | 78  | —  | 68 | 28 | —  | —  | 25  | —  | —  | 30  | | Wrapped in Red                      |
| "Wrapped in Red"                                                                       | 2014 | —   | —  | —  | —  | —  | —  | —   | —  | —  | —   | | Wrapped in Red                      |
| "Heartbeat Song"                                                                       | 2015 | 21  | 29 | 8  | 23 | 16 | 23 | —13 | 21 | 24 | 7   | - Mỹ: Bạch kim - Úc: Vàng - Anh: Bạc                                                                  | Piece by Piece                      |
| "Invincible"                                                                           | 2015 | —   | —  | —  | —  | —  | —  | —   | —  | —  | 141 | | Piece by Piece                      |
| "Piece by Piece"                                                                       | 2015 | 8   | 24 | —  | 17 | —  | —  | —14 | —  | —  | 95  | | Piece by Piece                      |
| "—" biểu thị sản phẩm không được xếp hạng hoặc không được phát hành trong lãnh thổ đó. |      |     |    |    |    |    |    |     |    |    |     | |                                     |

### Vai trò nghệ sĩ khách mời
| Tên                                                                                    | Năm  | Vị trí cao nhất trên các BXH | Vị trí cao nhất trên các BXH | Vị trí cao nhất trên các BXH | Vị trí cao nhất trên các BXH | Album                              |
| Tên                                                                                    | Năm  | Mỹ                           | Ireland                      | Hà Lan                       | Anh                          | Album                              |
| -------------------------------------------------------------------------------------- | ---- | ---------------------------- | ---------------------------- | ---------------------------- | ---------------------------- | ---------------------------------- |
| "PrizeFighter" (Trisha Yearwood hợp tác với Kelly Clarkson)                            | 2014 | —                            | —                            | —                            | —                            | PrizeFighter: Hit After Hit        |
| "Second Hand Heart" (Ben Haenow hợp tác với Kelly Clarkson)                            | 2015 | —                            | 56                           | —15                          | 21                           | Ben Haenow                         |
| "This Is for My Girls" (thuộc Artists for Let Girls Learn)                             | 2016 | —                            | —                            | —                            | —                            | —                                  |
| "Softly and Tenderly" (Reba McEntire hợp tác với Kelly Clarkson và Trisha Yearwood)    | 2016 | —                            | —                            | —                            | —                            | Sing It Now: Songs of Faith & Hope |
| "—" biểu thị sản phẩm không được xếp hạng hoặc không được phát hành trong lãnh thổ đó. |      |                              |                              |                              |                              |                                    |

### Đĩa đơn quảng bá
| Tên                                                                                    | Năm  | Vị trí cao nhất trên BXH | Album          |
| Tên                                                                                    | Năm  | Mỹ                       | Album          |
| -------------------------------------------------------------------------------------- | ---- | ------------------------ | -------------- |
| "Go"                                                                                   | 2006 | —                        | —              |
| "Up to the Mountain" (hợp tác với Jeff Beck)                                           | 2007 | 56                       | —              |
| "I'll Be Home for Christmas"                                                           | 2011 | 93                       | iTunes Session |
| "Get Up (A Cowboys Anthem)"                                                            | 2012 | —                        | —              |
| "White Christmas"                                                                      | 2013 | —                        | Wrapped in Red |
| "Silent Night" (featuring Reba McEntire and Trisha Yearwood)                           | 2013 | —                        | Wrapped in Red |
| "Run Run Run" (hợp tác với John Legend)                                                | 2015 | —                        | Piece by Piece |
| "Take You High"                                                                        | 2015 | —                        | Piece by Piece |
| "Someone"                                                                              | 2015 | —                        | Piece by Piece |
| "River Rose's Magical Lullaby"                                                         | 2016 | —                        | —              |
| "—" biểu thị sản phẩm không được xếp hạng hoặc không được phát hành trong lãnh thổ đó. |      |                          |                |

## Bài hát khác
| Tên                                                                                    | Năm  | Vị trí cao nhất trên các BXH | Vị trí cao nhất trên các BXH | Album                |
| Tên                                                                                    | Năm  | Mỹ                           | Anh                          | Album                |
| -------------------------------------------------------------------------------------- | ---- | ---------------------------- | ---------------------------- | -------------------- |
| "If I Can't Have You"                                                                  | 2009 | —16                          | —                            | All I Ever Wanted    |
| "Beautiful Disaster"                                                                   | 2011 | —                            | 124                          | Thankful             |
| "It's Quiet Uptown"                                                                    | 2016 | —17                          | —                            | The Hamilton Mixtape |
| "—" biểu thị sản phẩm không được xếp hạng hoặc không được phát hành trong lãnh thổ đó. |      |                              |                              |                      |

## Khác
| Tên                                       | Năm  | Nghệ sĩ                        | Album                                                             |
| ----------------------------------------- | ---- | ------------------------------ | ----------------------------------------------------------------- |
| "Respect"                                 | 2002 | —                              | American Idol: Greatest Moments                                   |
| "(You Make Me Feel Like) A Natural Woman" | 2002 | —                              | American Idol: Greatest Moments                                   |
| "Oh, Holy Night"                          | 2003 | —                              | American Idol: Great Holiday Classics                             |
| "My Grown Up Christmas List"              | 2003 | —                              | American Idol: Great Holiday Classics                             |
| "Timeless"                                | 2003 | Justin Guarini                 | Justin Guarini                                                    |
| "Trying to Help You Out"                  | 2010 | Ashley Arrison                 | Hearts on Parade                                                  |
| "There's a New Kid in Town"               | 2012 | Blake Shelton                  | Cheers, It's Christmas                                            |
| "Foolish Games"                           | 2013 | Jewel                          | Greatest Hits                                                     |
| "Little Green Apples"                     | 2013 | Robbie Williams                | Swings Both Ways                                                  |
| "In the Basement"                         | 2014 | Martina McBride                | Everlasting                                                       |
| "Pray for Peace"                          | 2015 | Reba McEntire                  | Love Somebody                                                     |
| "All I Ask of You"                        | 2015 | Josh Groban                    | Stages                                                            |
| "It's Quiet Uptown"                       | 2016 | N/A                            | Hamilton Mixtape                                                  |
| "Softly and Tenderly"                     | 2017 | Reba McEntire, Trisha Yearwood | Sing It Now: Songs of Faith & Hope                                |
| "Love Goes On"                            | 2017 | Aloe Blacc                     | The Shack: Music From and Inspired By the Original Motion Picture |

## Danh sách video

### Album video
| Tên                                                                                    | Chi tiết                                                                  | Vị trí cao nhất trên BXH | Chứng nhận |
| Tên                                                                                    | Chi tiết                                                                  | Mỹ Video                 | Chứng nhận |
| -------------------------------------------------------------------------------------- | ------------------------------------------------------------------------- | ------------------------ | ---------- |
| Miss Independent                                                                       | - Phát hành: 18 tháng 11 năm 2003 - Nhãn: RCA, 19, S - Định dạng: DVD     | —                        | - Mỹ: Vàng |
| Behind Hazel Eyes                                                                      | - Phát hành: 29 tháng 3 năm 2005 - Nhãn: StudioWorks, 19 - Định dạng: DVD | 7                        |            |
| "—" biểu thị sản phẩm không được xếp hạng hoặc không được phát hành trong lãnh thổ đó. |                                                                           |                          |            |

### Video âm nhạc
| Tên                                                          | Năm  | Đạo diễn                         |
| ------------------------------------------------------------ | ---- | -------------------------------- |
| "Before Your Love"                                           | 2002 | Antti Jokinen                    |
| "A Moment Like This"                                         | 2002 | Antti Jokinen                    |
| "Miss Independent"                                           | 2003 | Liz Friedlander                  |
| "Low"                                                        | 2003 | Antti Jokinen                    |
| "The Trouble with Love Is"                                   | 2003 | Bryan Barber                     |
| "Breakaway"                                                  | 2004 | Dave Meyers                      |
| "Since U Been Gone"                                          | 2004 | Alex De Rakoff                   |
| "Behind These Hazel Eyes"                                    | 2005 | Joseph Kahn                      |
| "Because of You"                                             | 2005 | Vadim Perelman                   |
| "Walk Away"                                                  | 2006 | Joseph Kahn                      |
| "Breakaway"                                                  | 2006 | —18                              |
| "Go"                                                         | 2006 | Christian Lamb                   |
| "Never Again"                                                | 2007 | Joseph Kahn                      |
| "One Minute"                                                 | 2007 | —19                              |
| "Because of You" (với Reba McEntire)                         | 2007 | Roman White                      |
| "Don't Waste Your Time"                                      | 2007 | Roman White                      |
| "My Life Would Suck Without You"                             | 2009 | Wayne Isham                      |
| "I Do Not Hook Up"                                           | 2009 | Bryan Barber                     |
| "Already Gone"                                               | 2009 | Joseph Kahn                      |
| "Don't You Wanna Stay" (with Jason Aldean)                   | 2010 | Paul Miller                      |
| "Mr. Know It All"                                            | 2011 | Justin Francis                   |
| "Stronger (What Doesn't Kill You)"                           | 2011 | Shane Drake                      |
| "Dark Side"                                                  | 2012 | Shane Drake                      |
| "Catch My Breath" (Lyric video)                              | 2012 | —                                |
| "Catch My Breath"                                            | 2012 | Nadia Marquard Otzen             |
| "Don't Rush" (featuring Vince Gill)                          | 2012 | Paul Miller                      |
| "People Like Us"                                             | 2013 | Chris Marrs Piliero              |
| "Tie It Up"                                                  | 2013 | Weiss Eubanks                    |
| "Underneath the Tree" (video lời)                            | 2013 | Scott Brucato                    |
| "Underneath the Tree"                                        | 2013 | Hamish Hamilton, Weiss Eubanks20 |
| "Silent Night" (featuring Reba McEntire and Trisha Yearwood) | 2013 | Hamish Hamilton21                |
| "Wrapped in Red"                                             | 2014 | Weiss Eubanks                    |
| "Heartbeat Song" (video lời)                                 | 2015 | —                                |
| "Heartbeat Song"                                             | 2015 | Marc Klasfeld                    |
| "Invincible" (video lời)                                     | 2015 | —                                |
| "Invincible"                                                 | 2015 | Alon Isocianu                    |
| "Second Hand Heart" (với Ben Haenow)                         | 2015 | James Lees                       |
| "Piece by Piece"                                             | 2015 | Alon Isocianu                    |
| "My Favorite Things" (video lời)                             | 2015 | Natalie J. Leroux                |
| "River Rose's Magical Lullaby" (Lyric video)                 | 2016 | —                                |